# Armar Lowry-Corry, 3. Earl Belmore
Armar Lowry-Corry, 3. Earl Belmore (* 23. Dezember 1801 in Dublin; † 17. Dezember 1845 in County Fermanagh) war ein britischer Politiker irischer Herkunft. Von 1802 bis 1841 war er unter seinem damaligen Höflichkeitstitel Viscount Corry bekannt.
Armar Lowry-Corry wurde im Dezember 1801 als ältester Sohn von Somerset Lowry-Corry, 2. Earl Belmore, und dessen Frau Juliana Butler geboren. Er studierte am Christ Church College der Universität Oxford. Von 1823 bis 1831 vertrat Lowry-Corry das County Fermanagh als Tory im House of Commons. Im Jahr 1832 bekleidete er das Amt des High Sheriff des County Fermanagh. Nach dem Tod seines Vaters erbte er dessen Titel Earl Belmore.
Lowry-Corry starb am 17. Dezember 1845 auf Castle Coole in County Fermanagh. Er wurde am 27. Dezember in Caledon beigesetzt. 

## Familie
Armar Lowry-Corry war seit dem 27. Mai 1834 mit Emily Louise Shepherd (* 3. Mai 1814; † 3. Januar 1904). Aus der Ehe gingen vier Kinder hervor:
- Somerset Lowry-Corry, 4. Earl Belmore (* 9. April 1835; † 6. April 1913)
- Admiral Armar Lowry-Corry (* 25. Mai 1836; † 1. August 1919)
- Frederick Cecil George Lowry-Corry (* 24. Juni 1839; † 12. Mai 1855)
- Henry William Lowry-Corry (* 30. Juni 1845; † 6. Mai 1927)